# پیتیا ۴۳۲
سیارک ۴۳۲ (به انگلیسی: 432 Pythia، نامگذاری:1897DO) چهارصد و سی و دومین سیارک کشف شده‌است که در ۱۸ دسامبر ۱۸۹۷ و در نیس کشف شد.
قدر مطلق سیارک برابر ۸٫۸۴ است.